# Сакураи, Сё
Сакурай Се (яп. 櫻井 翔, Сё Сакурай р. 25 января 1982 года, Маэбаси, префектура Гумма) — японский актёр, певец, рэпер, танцор, диктор, телеведущий. Известен как участник поп группы «Arashi».
Сакурай начал свою карьеру в мире развлечении в 1995 году, в возрасте 13 лет, когда он присоединился к японскому агентству талантов «Johnny & Associates» (Ныне «Starto Entertainment»). Спустя семь лет дебюта в качестве певца группы «Arashi» в 1999 году он стал диктором новостей в 2006 году, появившись в новостной программе «News Zero». В 2008 году назначен официальным диктором новостей Олимпийских игр в Пекине на канале «Nippon TV». За свою работу в качестве актёра, певца и диктора Сакураи стал одним из лауреатов премии «GQ Japan „Мужчина года“» в 2009 году. Сакурай Се — сын Шуна Сакурая, бывшего заместителя министра внутренних дел и коммуникаций.

## Ранние годы
Сакурай родился в Маэбаси, префектура Гунма, но вырос в Минато, Токио. Его отец — правительственный чиновник, занимавший пост заместителя министра внутренних дел и коммуникаций, и вице-президента Dentsu Group. Сестра Маи (р. в 1986 году) работает журналистом в «Nippon TV».
Сакураи учился в начальной школе «Keio Yochisha Elementary School», дочерней начальной школе университета Кейо. С трёх до десяти лет он занимался многими внешкольными занятиями, включая кэндо, плавание, футбол, живопись маслом, каллиграфию и скаутинг. Он начал заниматься музыкой в раннем детстве, начав с электрооргана в три года и перейдя на фортепиано в четвёртом классе. С четвёртого по шестой класс он играл на тромбоне в духовом оркестре школы. Он также играл на трубе и посещал подготовительную школу. Он присоединился к местному футбольному клубу после того, как у него появился интерес к футболу во время бума J.League в 1993 году. Он хотел играть за профессиональную команду, и в какой-то момент задумался об обучении за границей в Бразилии, чтобы стать профессиональным футболистом. Он играл в футбол до второго года обучения в младшей средней школе.
Несмотря на то, что к моменту окончания школы у Сакураи уже сложилась карьера в «Arashi», он поступил в Университет Кейо, который окончил со степенью бакалавра экономики в марте 2004 г. По сути, он был пионером среди всех Johnny, первым окончившим университет и вдохновившим других на получение высшего образования.

## Карьера
В 1995 году, когда Сакураю было тринадцать лет, он отправил заявку в агентство по поиску талантов «Johnny & Associates» и начал работать в качестве «Johnny’s Jr».
10 апреля 2024 года Сакураи сообщил на сайте «Starto Entertainment» об открытии собственного сайта в качестве средства связи для запросов о работе и других запросов. В новостной программе «News Zero», в которой он выступает в качестве со-ведущего новостей по понедельникам с 2006 года, он прокомментировал, что сделал это в рамках расширения деятельности, а также своего агентского контракта с агентством.
9 мая 2024 года он выступил в качестве навигатора на пресс-конференции «Morinaga», посвященной их товару для красоты и здоровья «Passienol». Сакураи не только вёл пресс-конференцию, но и давал комментарии по поводу использования продукта.
Во время аудио-трансляции, проведенной для членов фан-клуба в апреле 2025 года, он сообщил, что планирует издать свой официальный блог «Otonoha» в виде книги. Платные статьи блога (около 250) были доступны на сайте «Family Club» (ранее «Johnny’s web»), сайте для смартфонов, с апреля 2008 года, но количество старых выпусков, которые можно было просматривать, было ограничено. Хотя содержание книги на данный момент не раскрывается, есть вероятность, что эти старые статьи будут переизданы.

### Музыкальная карьера
Сакураи — назначенный рэпер «Arashi», и хотя он писал рэп-лирику (известную фанатам как «Sakurap») для некоторых ранних релизов группы под псевдонимом «Show», его первый крупный вклад был сделан для песни A-side «Kotoba Yori Taisetsu na Mono». Хотя он не был первым артистом из «Johnny’s», который начал читать рэп, его прорыв облегчил задачу его младших участников, несмотря на то, что они были идолами.[25] По словам Тайти Кокубуна из «Tokio», бывший участник «KAT-TUN» Коки Танака (田中 聖, Tanaka Kōki) начал читать рэп благодаря ему.[26]
Он стал первым участником «Arashi», который провел сольный концерт под названием «The Show» в 2006 г. В том же году Сакураи вместе со своими коллегами по «Kisarazu Cat’s Eye World Series» вошёл в состав специальной группы. Специально созданные для продвижения фильма, они выпустили тематическую песню «Seaside Bye-Bye» (シーサイドばいばい, «Shisaido Baibai») в качестве сингла 25 октября 2006 года.[28][29]
Сакураи стал соавтором текстов шести песен на альбоме «Arashi» «Boku no Miteiru Fūkei», вышедшем в августе 2010 года. Это песни «Movin' On», «Mada Ue o», «Taboo» (Sho Sakurai solo), «Let Me Down», «Sora Takaku» и «Summer Splash!».[30]
В феврале 2022 года «KAT-TUN» объявили о выпуске своего цифрового сингла «Crystal Moment» в качестве тематической песни для освещения «NTV» зимних Олимпийских игр в Пекине 2022 года, текст рэпа был написан Сакураем. [31] Год спустя Сакурай был объявлен Уэдой из «KAT-TUN» в качестве соавтора двух песен, которые он исполнит на своем сольном концерте в январе 2024 года.

### Актёрская карьера

#### Телевидение
В отличие от других участников, дебютировавших на сцене, Сакураи дебютировал на телевидении в волейбольной короткометражной драме «V no Arashi» (Vの嵐) в 1999 году.
В 2001 году он принял участие в своем первом драматическом сериале под названием «Tengoku ni Ichiban Chikai Otoko 2» (天国に一番近い男 — 教師編, «The Man Closest to Heaven 2») с Масахиро Мацуока в роли его учителя. Роль ученика с двумя противоречивыми характерами принесла ему звание лучшего новичка на пятой церемонии вручения гран-при «Nikkan Sports Drama Grand Prix».
В 2003 году Сакураи получил свою первую главную роль в драме «Yoiko No Mikata» (よい子の味方, «Друг хороших детей»). Он сыграл Тайё Сузуки (鈴木太陽, Suzuki Taiyō), человека, стремящегося доказать, что он способен стать воспитателем детского сада. После «Yoiko No Mikata» Сакураи снимался во многих драматических сериалах и мини-дорамах до 2005 года. Он даже снялся в ночном драматическом сериале «NHK» под названием «Tokio», в котором каждая серия длилась по пятнадцать минут. В 2007 году Сакурай снялся в дораме «История Ямадо Таро» со своим коллегой по группе Ниномией Казунари.
Хотя в 2008 году Сакураи не снимался в сериалах, фильмах и спектаклях из-за участия в Олимпийских играх в Пекине и концертных турах "Arashi, в 2009 году он впервые с момента участия «Yoiko no Mikata» 2003 года сыграл свою главную роль.
В 2009 году в драме "The Quiz Show 2 с Ю Йокоямой(SUPER EIGHT раннее «Kanjani 8» он сыграл роль ведущего телевизионной викторины, страдающего амнезией.[40] В том же году он появился в последнем эпизоде дорамы «My Girl», для Айбы Масаки его коллеги по группе это была его первая главная роль.
17 января 2010-го года на «TBS» стартовал показ дорамы "Tokujo Kabachi! "(«Первоклассный спорщик»), где напарницей Сакурая по дораме стала Хорикита Маки.
18 августа 2011 года было объявлено, что Сакураи сыграет главную роль в драме телеканала «Fuji TV» в осеннем сезоне. Дорама «Nazotoki wa Dinner no Ato de» (謎解きはディナーのあとで, дословно «Тайны будем раскрывать после ужина») основана на бестселлере, опубликованном в 2010-м году автором Хигасигава Токуя. Сакураи сыграл вместе с актрисой Кэйко Китагава. Дорама вышла в эфир 18 октября.
25 января 2012 года телеканал «TBS» объявил о выходе в эфир в начале апреля трехсерийного драматического сериала «Классная доска—учителя, ведущие битвы своего времени». Сакураи сыграл в первой серии роль учителя средней школы, который потерял правую руку на войне и боролся с изменением моральных ценностей после войны. Его партнершей по фильму стала Юко Осима из «AKB48».
17 апреля вышла новая дорама «Kazoku gêmu»(«Семейная игра»), где Сакураи сыграл роль репетитора, которого наняла семья, желающая вернуть младшего сына в школу, чьи приёмы повлияют не только на подростка и на всю семью. 14 октября 2017-го года на телеканале «NTV» вышла новая дорама «Saki ni umaretadake no boku»(«Просто я родился раньше»), с Сакураем в роли работника торговой компании, которого внезапно назначают директором частной средней школы. Спустя четыре года, 11 апреля 2021 года выходит детективная дорама «Немезис», где Сакураи играет частного детектива, работающего в детективном агентстве «Немезис». В январе 2023 года Сакураи появился в пятой дораме для канала «NTV» «Захват больницы» (Яп. название «Dai byōin senkyo»)—это история о больнице, которая внезапно была захвачена вооруженной группой людей в масках демонов. Сакураи играет детектива, находящегося в отпуске, который противостоит преступникам в этом насыщенном действием триллере. [48][49][50][51] Вторая часть сериала вышла в эфир в начале 2024 году, на этот раз захваченным зданием стал недавно открытый аэропорт. 28 июня на телеканале «TBS» вышла дорама «Смеющая Матрёшка», где Сакураи сыграл политика Итиро Сэйкэ, с которым было связано много смертей, включая отца журналистки.[52] В мае 2025 года было объявлено, что третья часть под названием «Захват телестанции» выйдет 12 июля 2025 года.

#### Кино
В 2002 году Сакураи дебютировал в кино в первом совместном фильме «Arashi» «Pikanchi Life Is Hard Dakedo Happy» (ピカ☆ンチ Life is HardだけどHappy, «Жизнь тяжела, но счастлива»). Он сыграл Чу, янки, который бросил школу после инцидента с учителем и девушкой, в которую был влюблён. В 2004 году он повторил свою роль в сиквеле «Pikanchi Life Is Hard Dakedo Happy», «Pikanchi Life Is Hard Dakara Happy» (ピカ☆☆ンチ Life is HardだからHappy, «Pikanchi Life is Hard Therefore Happy»). В 2007 году все члены "Arashi"вместе снялись в своем третьем фильме «Kiiroi Namida» (黄色い涙, «Жёлтые слёзы»), где Сакурай сыграл роль начинающего писателя. 9-го января вышла специальной дораме Spiecial "Saigo no Yakusoku "(«Последнее обещание»), где Сакураи сыграл страхового агента Юкиё Томизава. В 2014 году в третьей части фильмов «Пиканчи», под названием «Пиканчи: жизнь тяжела, но, наверное, счастлива» (ピカ☆ンチ Life is HardたぶんHappy, Pikanchi Life is Hard Maybe Happy), Сакурай вновь сыграл свою роль, теперь уже взрослого Чу, который остепенился и завёл семью.[54]
В 2002 году в драме «Kisarazu Cat’s Eye» он сыграл роль Бэмби, студента колледжа, который по просьбе своего друга Буссана (роль исполняет Джунити Окада), больного раком, вступает в банду грабителей, чтобы сделать его последние дни значимыми. Драма в конечном итоге была продолжена в двух сиквелах под названием «Kisarazu Cat’s Eye: Nihon Series» и «Kisarazu Cat’s Eye: World Series», выпущенных в 2003 и 2006 годах соответственно. [55]
Во время подготовки к соревнованиям по гребле вместе с остальными участниками группы «Arashi» в их варьете-шоу «Mago Mago Arashi» в 2005 году, Сакурай снялся в своей первой главной роли в фильме «Мед и клевер», снятом по мотивам манги. [56] Он сыграл роль добродушного Юту Такэмото (竹本 祐太, Takemoto Yūta).
В конце 2007 года было объявлено, что он сыграет роль Ган-тяна в фильме Такаси Миике «Яттерман», который вышел в прокат только в начале 2009 года. [57]
Сакураи появился в документальном фильме «Семь дней газеты Кобэ» (神戸新聞の7日間, «7 Days of the Kobe Newspaper») 16 января 2010 года. Он сыграл роль Томохико Мицуямы (三津山朋彦, Mitsuyama Tomohiko), реального фоторепортёра, который работал в газете "Кобэ Симбун! и помог ей продолжить работу без перерывов, несмотря на ущерб, нанесенный землетрясением в Кобэ. [43]
8 июня 2010 года было объявлено, что Сакураи сыграет вместе с Аои Миядзаки в фильме «Kamisama No Karute» (神様のカルテ, «Медицинские записи Бога»), снятом по мотивам романа и вышедшем в прокат в 2011 году.[58][59] Это был первый раз, когда Сакураи играл роль врача. [60] Сиквел фильма, «Kamisama No Karute 2» (神様のカルテ2, «Медицинские записи Бога 2»), вышел в прокат в 2014 году. В первом фильме доктор Итито Курихара (Сакурай) боролся с трудностями рабочей жизни в сельской больнице, находясь начеку 365 дней в году. В сиквеле его борьба между семейной и профессиональной жизнью усиливается, когда друг Итито по университету, также врач, Тацуя Синдо (роль исполняет Тацуя Фудзивара), приезжает в больницу Итито из Токио.[61]
26 января 2012 года было объявлено, что телеканал «Fuji TV» снимет дораму Special драматической дорамы для «Nazotoki»…, которая вышла в эфир 27 марта. Сакураи снова сыграл главную роль Кагеямы, а Китагава вновь исполнила роль Рэйко Хосё. Спецвыпуск дорамы был снят на Окинаве. 4 июня 2012 года было объявлено о выходе в прокат экранизации популярного сериала «Nazotoki wa Dinner no Ato de». Сакураи вновь сыграл роль острого на язык дворецкого Кагеямы, расследующего загадки, а его партнершей по фильму стала Китагава Кэйко. Сюжет фильма вращается вокруг убийства, произошедшего на роскошном круизном лайнере. Помимо съёмок на студии, съёмочная группа также снимала за границей, в Сингапуре, где они поднялись на борт роскошного круизного лайнера «SuperStar Virgo» для съемок на месте. Съёмки фильма были завершены к концу июля 2012 года, а премьера в Японии запланирована на 3 августа 2013 года. Международная гала-премьера состоялась 27 июля 2013 года в Сингапуре в «Marina Bay Sands», где около 2000 поклонников из Сингапура, Таиланда и других стран региона смогли лично пообщаться с главными героями фильма—Сакураем и его коллегами по съемочной площадке, Кэйко Китагавой и Синаи Киппеем. На мероприятии также присутствовал режиссёр Масато Хидзиката. Избранные поклонники смогли посмотреть премьеру фильма вместе с актёрами и режиссёром в «Sands Theatre», а после просмотра фильма им была предоставлена возможность поучаствовать в 20-минутной сессии вопросов и ответов с актёрами и режиссёром. Премьера фильма в Сингапуре была запланирована на 22 августа 2013 года, а 14 августа 2013 года кинотеатры «Golden Village» провели специальный показ для поклонников.

## Ведение новостей и информационных репортажей

#### Радио
С 5 октября 2002 года по 30 марта 2008 года Сакураи вёл собственную радиопрограмму под названием «Sho Beat» на «FM Fuji».